# David Broll
David Broll, född 4 januari 1993, är en kanadensisk professionell ishockeyspelare som tillhör NHL-organisationen Tampa Bay Lightning och spelar för deras primära samarbetspartner Norfolk Admirals i American Hockey League (AHL). Han har tidigare spelat på NHL-nivå för Toronto Maple Leafs och på lägre nivåer för Toronto Marlies i AHL, Orlando Solar Bears i ECHL och Erie Otters och Sault Ste. Marie Greyhounds i Ontario Hockey League (OHL).
Han draftades i sjätte rundan i 2011 års draft av Toronto Maple Leafs som 152:a spelare totalt.
Den 6 februari 2015 valde Maple Leafs att skicka iväg honom och Carter Ashton till Lightning för en villkorad draftval i sjunde rundan för 2016 års draft.

## Statistik
| 2008–2009   | Toronto Nationals Minor Midget AAA |             | 73  | 31 | 57 | 88  | —   | —  | — | — | — | —  |
| 2009–2010   | Erie Otters                        | OHL         | 64  | 9  | 9  | 18  | 42  | 4  | 0 | 0 | 0 | 2  |
| 2010–2011   | Erie Otters                        | OHL         | 41  | 8  | 14 | 22  | 51  | —  | — | — | — | —  |
|             | Sault Ste. Marie Greyhounds        | OHL         | 24  | 5  | 7  | 12  | 34  | —  | — | — | — | —  |
| 2011–2012   | Sault Ste. Marie Greyhounds        | OHL         | 59  | 8  | 25 | 33  | 81  | —  | — | — | — | —  |
|             | Toronto Marlies                    | AHL         | 3   | 0  | 0  | 0   | 5   | 2  | 0 | 0 | 0 | 0  |
| 2012–2013   | Sault Ste. Marie Greyhounds        | OHL         | 67  | 17 | 37 | 54  | 77  | 6  | 0 | 2 | 2 | 21 |
|             | Toronto Marlies                    | AHL         | 7   | 0  | 0  | 0   | 15  | 3  | 0 | 0 | 0 | 2  |
| 2013–2014   | Toronto Maple Leafs                | AHL         | 5   | 0  | 1  | 1   | 5   | —  | — | — | — | —  |
|             | Toronto Marlies                    | AHL         | 63  | 3  | 13 | 16  | 120 | 4  | 0 | 0 | 0 | 6  |
| 2014–2015   | Toronto Marlies                    | AHL         | 21  | 0  | 0  | 0   | 79  | —  | — | — | — | —  |
|             | Orlando Solar Bears                | ECHL        | 14  | 1  | 7  | 8   | 9   | —  | — | — | — | —  |
| NHL totalt  | NHL totalt                         | NHL totalt  | 5   | 0  | 1  | 1   | 5   | —  | — | — | — | —  |
| AHL totalt  | AHL totalt                         | AHL totalt  | 94  | 3  | 13 | 16  | 219 | 9  | 0 | 0 | 0 | 8  |
| ECHL totalt | ECHL totalt                        | ECHL totalt | 14  | 1  | 7  | 8   | 9   | —  | — | — | — | —  |
| OHL totalt  | OHL totalt                         | OHL totalt  | 255 | 47 | 92 | 139 | 285 | 10 | 0 | 2 | 2 | 23 |